# Mike Willesee
Mike Willesee (29 tháng 6 năm 1942 - 1 tháng 3 năm 2019) là một phóng viên truyền hình người Úc. Willesee trở nên nổi tiếng vào năm 1967 trong vai trò phóng viên chương trình truyền hình của ABC This Day Tonight (TDT). Tại đây, phong cách được coi là hiếu chiến của ông đã nhanh chóng mang lại cho ông danh tiếng. Ông không ngần ngại trong việc đặt các câu hỏi trong mọi vấn đề. Tuy nhiên, trong 20 năm gần đây, Willesee đã trải qua một sự thay đổi lớn trong cuộc đời khi trở thành một tín hữu Công giáo mộ đạo. Ông đã sử dụng những kỹ năng điều tra và phân tích được rèn luyện trong thời gian làm báo để theo đuổi những câu chuyện về “phép lạ thời nay” của Chúa mà các nhân chứng ghi lại ở khắp Nam Mỹ.